# Clasificación de Conmebol para la Copa Mundial de Fútbol de 2002
La clasificación de Conmebol para la Copa Mundial de Fútbol de 2002 contó con cuatro cupos directos y un cupo para el repechaje contra el clasificado de la OFC.
Se disputó un torneo por el sistema de todos contra todos entre las 10 asociaciones miembros de la Conmebol.
Las selecciones de Argentina, Ecuador, Brasil y Paraguay se clasificaron directamente para el máximo torneo internacional, mientras que Uruguay se enfrentó y venció a Australia en el repechaje intercontinental.
En esta edición, la selección argentina realizó una campaña histórica al romper el récord de puntos en una eliminatoria todos contra todos en Sudamérica hasta ese momento al sumar 43 puntos, además de ser el de mayor cantidad de partidos ganados en una misma eliminatoria con un total de 13 cotejos sobre 18 partidos disputados (récords superados por Brasil para Catar 2022 con 45 puntos y 14 partidos ganados respectivamente). También fue el equipo más goleador en una misma edición con 42 tantos. Así como también se destaca que lideró la eliminatoria en todas las fechas, desde la primera hasta la última.
Por su parte, Ecuador se clasificó por primera vez para un Mundial. Fue también la peor campaña de Chile hasta el momento, al quedar último con 12 puntos.

## Equipos participantes
El proceso clasificatorio de Conmebol contó con los diez equipos, ya que ninguno de los miembros era vigente campeón del mundo ni tampoco fueron sedes mundialistas.
| Selección | Entrenador          | Ciudad localía                                          | Estadio localía                                                  |
| --------- | ------------------- | ------------------------------------------------------- | ---------------------------------------------------------------- |
| Argentina | Marcelo Bielsa      | Buenos Aires                                            | Antonio Vespucio Liberti                                         |
| Bolivia   | Carlos Trucco       | La Paz                                                  | Hernando Siles                                                   |
| Brasil    | Luiz Felipe Scolari | São Paulo Río de Janeiro Porto Alegre Coritiba São Luís | Morumbi Maracaná Olímpico de Porto Alegre Couto Pereira Castelão |
| Chile     | Jorge Garcés        | Santiago                                                | Nacional de Chile                                                |
| Colombia  | Francisco Maturana  | Bogotá                                                  | Nemesio Camacho El Campín                                        |
| Ecuador   | Hernán Darío Gómez  | Quito                                                   | Olímpico Atahualpa y Casa Blanca                                 |
| Paraguay  | Sergio Markarián    | Asunción                                                | Defensores del Chaco                                             |
| Perú      | Julio César Uribe   | Lima                                                    | Nacional del Perú y Monumental                                   |
| Uruguay   | Víctor Púa          | Montevideo                                              | Centenario                                                       |
| Venezuela | Richard Páez        | Maracaibo Táchira                                       | José Encarnación Romero Polideportivo de Pueblo Nuevo            |

## Tabla de posiciones final
| Equipo       | Pts | PJ | PG | PE | PP | GF | GC | Dif |
| ------------ | --- | -- | -- | -- | -- | -- | -- | --- |
| 1. Argentina | 43  | 18 | 13 | 4  | 1  | 42 | 15 | 27  |
| 2. Ecuador   | 31  | 18 | 9  | 4  | 5  | 23 | 20 | 3   |
| 3. Brasil    | 30  | 18 | 9  | 3  | 6  | 31 | 17 | 14  |
| 4. Paraguay  | 30  | 18 | 9  | 3  | 6  | 29 | 23 | 6   |
| 5. Uruguay   | 27  | 18 | 7  | 6  | 5  | 19 | 13 | 6   |
| 6. Colombia  | 27  | 18 | 7  | 6  | 5  | 20 | 15 | 5   |
| 7. Bolivia   | 18  | 18 | 4  | 6  | 8  | 21 | 33 | -12 |
| 8. Perú      | 16  | 18 | 4  | 4  | 10 | 14 | 25 | -11 |
| 9. Venezuela | 16  | 18 | 5  | 1  | 12 | 18 | 44 | -26 |
| 10. Chile    | 12  | 18 | 3  | 3  | 12 | 15 | 27 | -12 |

| L\V                  | Bandera de Argentina | Bandera de Bolivia | Bandera de Brasil | Bandera de Chile | Bandera de Colombia | Bandera de Ecuador | Bandera de Paraguay | Bandera de Perú | Bandera de Uruguay | Bandera de Venezuela |
| Bandera de Argentina |                      | 1:0                | 2:1               | 4:1              | 3:0                 | 2:0                | 1:1                 | 2:0             | 2:1                | 5:0                  |
| Bandera de Bolivia   | 3:3                  |                    | 3:1               | 1:0              | 1:1                 | 1:5                | 0:0                 | 1:0             | 0:0                | 5:0                  |
| Bandera de Brasil    | 3:1                  | 5:0                |                   | 2:0              | 1:0                 | 3:2                | 2:0                 | 1:1             | 1:1                | 3:0                  |
| Bandera de Chile     | 0:2                  | 2:2                | 3:0               |                  | 0:1                 | 0:0                | 3:1                 | 1:1             | 0:1                | 0:2                  |
| Bandera de Colombia  | 1:3                  | 2:0                | 0:0               | 3:1              |                     | 0:0                | 0:2                 | 0:1             | 1:0                | 3:0                  |
| Bandera de Ecuador   | 0:2                  | 2:0                | 1:0               | 1:0              | 0:0                 |                    | 2:1                 | 2:1             | 1:1                | 2:0                  |
| Bandera de Paraguay  | 2:2                  | 5:1                | 2:1               | 1:0              | 0:4                 | 3:1                |                     | 5:1             | 1:0                | 3:0                  |
| Bandera de Perú      | 1:2                  | 1:1                | 0:1               | 3:1              | 0:1                 | 1:2                | 2:0                 |                 | 0:2                | 1:0                  |
| Bandera de Uruguay   | 1:1                  | 1:0                | 1:0               | 2:1              | 1:1                 | 4:0                | 0:1                 | 0:0             |                    | 3:1                  |
| Bandera de Venezuela | 0:4                  | 4:2                | 0:6               | 0:2              | 2:2                 | 1:2                | 3:1                 | 3:0             | 2:0                |                      |

|  | Clasificado a la Copa Mundial de Fútbol de 2002.                                    |
|  | Clasificado a la Copa Mundial de Fútbol de 2002 mediante el repechaje OFC/Conmebol. |

### Evolución de posiciones
| País/Fecha | 1  | 2  | 3  | 4  | 5  | 6  | 7  | 8  | 9  | 10 | 11 | 12 | 13 | 14 | 15 | 16 | 17 | 18 |
| ---------- | -- | -- | -- | -- | -- | -- | -- | -- | -- | -- | -- | -- | -- | -- | -- | -- | -- | -- |
| Argentina  | 1  | 1  | 1  | 1  | 1  | 1  | 1  | 1  | 1  | 1  | 1  | 1  | 1  | 1  | 1  | 1  | 1  | 1  |
| Ecuador    | 2  | 4  | 7  | 4  | 6  | 7  | 7  | 7  | 6  | 4  | 4  | 3  | 3  | 3  | 3  | 3  | 3  | 2  |
| Brasil     | 5  | 3  | 2  | 2  | 5  | 2  | 4  | 4  | 2  | 2  | 3  | 4  | 4  | 4  | 4  | 4  | 4  | 3  |
| Paraguay   | 8  | 6  | 3  | 5  | 3  | 4  | 5  | 5  | 3  | 3  | 2  | 2  | 2  | 2  | 2  | 2  | 2  | 4  |
| Uruguay    | 4  | 5  | 4  | 3  | 2  | 3  | 3  | 3  | 5  | 5  | 6  | 6  | 5  | 5  | 5  | 5  | 5  | 5  |
| Colombia   | 6  | 7  | 5  | 6  | 4  | 5  | 2  | 2  | 4  | 6  | 5  | 5  | 6  | 6  | 6  | 6  | 6  | 6  |
| Bolivia    | 7  | 8  | 8  | 10 | 9  | 9  | 9  | 9  | 9  | 8  | 9  | 9  | 7  | 8  | 8  | 8  | 7  | 7  |
| Perú       | 3  | 2  | 6  | 7  | 7  | 8  | 8  | 8  | 8  | 9  | 7  | 7  | 8  | 7  | 7  | 7  | 9  | 8  |
| Venezuela  | 9  | 10 | 10 | 9  | 10 | 10 | 10 | 10 | 10 | 10 | 10 | 10 | 10 | 10 | 10 | 9  | 8  | 9  |
| Chile      | 10 | 9  | 9  | 8  | 8  | 6  | 6  | 6  | 7  | 7  | 8  | 8  | 9  | 9  | 9  | 10 | 10 | 10 |

## Partidos

### Primera ronda
| Fecha                   | Lugar          |           |                      | Resultado |                      |           |
| ----------------------- | -------------- | --------- | -------------------- | --------- | -------------------- | --------- |
| 28 de marzo de 2000     | Bogotá         | Colombia  | Bandera de Colombia  | 0:0       | Bandera de Brasil    | Brasil    |
| 29 de marzo de 2000     | Quito          | Ecuador   | Bandera de Ecuador   | 2:0 (1:0) | Bandera de Venezuela | Venezuela |
| 29 de marzo de 2000     | Montevideo     | Uruguay   | Bandera de Uruguay   | 1:0 (1:0) | Bandera de Bolivia   | Bolivia   |
| 29 de marzo de 2000     | Lima           | Perú      | Bandera de Perú      | 2:0 (0:0) | Bandera de Paraguay  | Paraguay  |
| 29 de marzo de 2000     | Buenos Aires   | Argentina | Bandera de Argentina | 4:1 (2:1) | Bandera de Chile     | Chile     |
| 26 de abril de 2000     | La Paz         | Bolivia   | Bandera de Bolivia   | 1:1 (1:1) | Bandera de Colombia  | Colombia  |
| 26 de abril de 2000     | Asunción       | Paraguay  | Bandera de Paraguay  | 1:0 (1:0) | Bandera de Uruguay   | Uruguay   |
| 26 de abril de 2000     | Maracaibo      | Venezuela | Bandera de Venezuela | 0:4 (0:2) | Bandera de Argentina | Argentina |
| 26 de abril de 2000     | Santiago       | Chile     | Bandera de Chile     | 1:1 (0:1) | Bandera de Perú      | Perú      |
| 26 de abril de 2000     | São Paulo      | Brasil    | Bandera de Brasil    | 3:2 (2:1) | Bandera de Ecuador   | Ecuador   |
| 3 de junio de 2000      | Montevideo     | Uruguay   | Bandera de Uruguay   | 2:1 (2:1) | Bandera de Chile     | Chile     |
| 3 de junio de 2000      | Asunción       | Paraguay  | Bandera de Paraguay  | 3:1 (2:0) | Bandera de Ecuador   | Ecuador   |
| 4 de junio de 2000      | Buenos Aires   | Argentina | Bandera de Argentina | 1:0 (0:0) | Bandera de Bolivia   | Bolivia   |
| 4 de junio de 2000      | Lima           | Perú      | Bandera de Perú      | 0:1 (0:1) | Bandera de Brasil    | Brasil    |
| 4 de junio de 2000      | Bogotá         | Colombia  | Bandera de Colombia  | 3:0 (2:0) | Bandera de Venezuela | Venezuela |
| 28 de junio de 2000     | San Cristóbal  | Venezuela | Bandera de Venezuela | 4:2 (2:0) | Bandera de Bolivia   | Bolivia   |
| 28 de junio de 2000     | Río de Janeiro | Brasil    | Bandera de Brasil    | 1:1 (0:1) | Bandera de Uruguay   | Uruguay   |
| 29 de junio de 2000     | Quito          | Ecuador   | Bandera de Ecuador   | 2:1 (1:0) | Bandera de Perú      | Perú      |
| 29 de junio de 2000     | Santiago       | Chile     | Bandera de Chile     | 3:1 (2:0) | Bandera de Paraguay  | Paraguay  |
| 29 de junio de 2000     | Bogotá         | Colombia  | Bandera de Colombia  | 1:3 (1:2) | Bandera de Argentina | Argentina |
| 18 de julio de 2000     | Montevideo     | Uruguay   | Bandera de Uruguay   | 3:1 (1:1) | Bandera de Venezuela | Venezuela |
| 18 de julio de 2000     | Asunción       | Paraguay  | Bandera de Paraguay  | 2:1 (1:0) | Bandera de Brasil    | Brasil    |
| 19 de julio de 2000     | La Paz         | Bolivia   | Bandera de Bolivia   | 1:0 (0:0) | Bandera de Chile     | Chile     |
| 19 de julio de 2000     | Buenos Aires   | Argentina | Bandera de Argentina | 2:0 (1:0) | Bandera de Ecuador   | Ecuador   |
| 19 de julio de 2000     | Lima           | Perú      | Bandera de Perú      | 0:1 (0:0) | Bandera de Colombia  | Colombia  |
| 25 de julio de 2000     | Quito          | Ecuador   | Bandera de Ecuador   | 0:0       | Bandera de Colombia  | Colombia  |
| 25 de julio de 2000     | San Cristóbal  | Venezuela | Bandera de Venezuela | 0:2 (0:0) | Bandera de Chile     | Chile     |
| 26 de julio de 2000     | Montevideo     | Uruguay   | Bandera de Uruguay   | 0:0       | Bandera de Perú      | Perú      |
| 26 de julio de 2000     | São Paulo      | Brasil    | Bandera de Brasil    | 3:1 (2:1) | Bandera de Argentina | Argentina |
| 27 de julio de 2000     | La Paz         | Bolivia   | Bandera de Bolivia   | 0:0       | Bandera de Paraguay  | Paraguay  |
| 15 de agosto de 2000    | Bogotá         | Colombia  | Bandera de Colombia  | 1:0 (0:0) | Bandera de Uruguay   | Uruguay   |
| 15 de agosto de 2000    | Santiago       | Chile     | Bandera de Chile     | 3:0 (2:0) | Bandera de Brasil    | Brasil    |
| 16 de agosto de 2000    | Quito          | Ecuador   | Bandera de Ecuador   | 2:0 (1:0) | Bandera de Bolivia   | Bolivia   |
| 16 de agosto de 2000    | Buenos Aires   | Argentina | Bandera de Argentina | 1:1 (0:0) | Bandera de Paraguay  | Paraguay  |
| 16 de agosto de 2000    | Lima           | Perú      | Bandera de Perú      | 1:0 (0:0) | Bandera de Venezuela | Venezuela |
| 2 de septiembre de 2000 | Asunción       | Paraguay  | Bandera de Paraguay  | 3:0 (3:0) | Bandera de Venezuela | Venezuela |
| 2 de septiembre de 2000 | Santiago       | Chile     | Bandera de Chile     | 0:1 (0:0) | Bandera de Colombia  | Colombia  |
| 3 de septiembre de 2000 | Montevideo     | Uruguay   | Bandera de Uruguay   | 4:0 (2:0) | Bandera de Ecuador   | Ecuador   |
| 3 de septiembre de 2000 | Lima           | Perú      | Bandera de Perú      | 1:2 (0:2) | Bandera de Argentina | Argentina |
| 3 de septiembre de 2000 | Río de Janeiro | Brasil    | Bandera de Brasil    | 5:0 (1:0) | Bandera de Bolivia   | Bolivia   |
| 7 de octubre de 2000    | Bogotá         | Colombia  | Bandera de Colombia  | 0:2 (0:1) | Bandera de Paraguay  | Paraguay  |
| 8 de octubre de 2000    | Maracaibo      | Venezuela | Bandera de Venezuela | 0:6 (0:5) | Bandera de Brasil    | Brasil    |
| 8 de octubre de 2000    | La Paz         | Bolivia   | Bandera de Bolivia   | 1:0 (1:0) | Bandera de Perú      | Perú      |
| 8 de octubre de 2000    | Quito          | Ecuador   | Bandera de Ecuador   | 1:0 (0:0) | Bandera de Chile     | Chile     |
| 8 de octubre de 2000    | Buenos Aires   | Argentina | Bandera de Argentina | 2:1 (2:0) | Bandera de Uruguay   | Uruguay   |

### Segunda ronda
| Fecha                   | Lugar         |           |                      | Resultado |                      |           |
| ----------------------- | ------------- | --------- | -------------------- | --------- | -------------------- | --------- |
| 15 de noviembre de 2000 | São Paulo     | Brasil    | Bandera de Brasil    | 1:0 (0:0) | Bandera de Colombia  | Colombia  |
| 15 de noviembre de 2000 | La Paz        | Bolivia   | Bandera de Bolivia   | 0:0       | Bandera de Uruguay   | Uruguay   |
| 15 de noviembre de 2000 | Maracaibo     | Venezuela | Bandera de Venezuela | 1:2 (0:2) | Bandera de Ecuador   | Ecuador   |
| 15 de noviembre de 2000 | Asunción      | Paraguay  | Bandera de Paraguay  | 5:1 (3:0) | Bandera de Perú      | Perú      |
| 15 de noviembre de 2000 | Santiago      | Chile     | Bandera de Chile     | 0:2 (0:1) | Bandera de Argentina | Argentina |
| 27 de marzo de 2001     | Bogotá        | Colombia  | Bandera de Colombia  | 2:0 (0:0) | Bandera de Bolivia   | Bolivia   |
| 27 de marzo de 2001     | Lima          | Perú      | Bandera de Perú      | 3:1 (0:0) | Bandera de Chile     | Chile     |
| 28 de marzo de 2001     | Quito         | Ecuador   | Bandera de Ecuador   | 1:0 (0:0) | Bandera de Brasil    | Brasil    |
| 28 de marzo de 2001     | Montevideo    | Uruguay   | Bandera de Uruguay   | 0:1 (0:0) | Bandera de Paraguay  | Paraguay  |
| 28 de marzo de 2001     | Buenos Aires  | Argentina | Bandera de Argentina | 5:0 (2:0) | Bandera de Venezuela | Venezuela |
| 24 de abril de 2001     | Quito         | Ecuador   | Bandera de Ecuador   | 2:1 (1:1) | Bandera de Paraguay  | Paraguay  |
| 24 de abril de 2001     | San Cristóbal | Venezuela | Bandera de Venezuela | 2:2 (1:0) | Bandera de Colombia  | Colombia  |
| 24 de abril de 2001     | Santiago      | Chile     | Bandera de Chile     | 0:1 (0:1) | Bandera de Uruguay   | Uruguay   |
| 25 de abril de 2001     | La Paz        | Bolivia   | Bandera de Bolivia   | 3:3 (1:1) | Bandera de Argentina | Argentina |
| 25 de abril de 2001     | São Paulo     | Brasil    | Bandera de Brasil    | 1:1 (0:0) | Bandera de Perú      | Perú      |
| 2 de junio de 2001      | Lima          | Perú      | Bandera de Perú      | 1:2 (1:1) | Bandera de Ecuador   | Ecuador   |
| 2 de junio de 2001      | Asunción      | Paraguay  | Bandera de Paraguay  | 1:0 (0:0) | Bandera de Chile     | Chile     |
| 3 de junio de 2001      | Buenos Aires  | Argentina | Bandera de Argentina | 3:0 (3:0) | Bandera de Colombia  | Colombia  |
| 3 de junio de 2001      | La Paz        | Bolivia   | Bandera de Bolivia   | 5:0 (3:0) | Bandera de Venezuela | Venezuela |
| 1 de julio de 2001      | Montevideo    | Uruguay   | Bandera de Uruguay   | 1:0 (1:0) | Bandera de Brasil    | Brasil    |
| 14 de agosto de 2001    | Maracaibo     | Venezuela | Bandera de Venezuela | 2:0 (0:0) | Bandera de Uruguay   | Uruguay   |
| 14 de agosto de 2001    | Santiago      | Chile     | Bandera de Chile     | 2:2 (1:1) | Bandera de Bolivia   | Bolivia   |
| 15 de agosto de 2001    | Quito         | Ecuador   | Bandera de Ecuador   | 0:2 (0:2) | Bandera de Argentina | Argentina |
| 15 de agosto de 2001    | Porto Alegre  | Brasil    | Bandera de Brasil    | 2:0 (1:0) | Bandera de Paraguay  | Paraguay  |
| 16 de agosto de 2001    | Bogotá        | Colombia  | Bandera de Colombia  | 0:1 (0:0) | Bandera de Perú      | Perú      |
| 4 de septiembre de 2001 | Santiago      | Chile     | Bandera de Chile     | 0:2 (0:0) | Bandera de Venezuela | Venezuela |
| 4 de septiembre de 2001 | Lima          | Perú      | Bandera de Perú      | 0:2 (0:2) | Bandera de Uruguay   | Uruguay   |
| 5 de septiembre de 2001 | Asunción      | Paraguay  | Bandera de Paraguay  | 5:1 (2:1) | Bandera de Bolivia   | Bolivia   |
| 5 de septiembre de 2001 | Buenos Aires  | Argentina | Bandera de Argentina | 2:1 (0:1) | Bandera de Brasil    | Brasil    |
| 5 de septiembre de 2001 | Bogotá        | Colombia  | Bandera de Colombia  | 0:0       | Bandera de Ecuador   | Ecuador   |
| 6 de octubre de 2001    | La Paz        | Bolivia   | Bandera de Bolivia   | 1:5 (0:2) | Bandera de Ecuador   | Ecuador   |
| 6 de octubre de 2001    | San Cristóbal | Venezuela | Bandera de Venezuela | 3:0 (0:0) | Bandera de Perú      | Perú      |
| 7 de octubre de 2001    | Montevideo    | Uruguay   | Bandera de Uruguay   | 1:1 (1:0) | Bandera de Colombia  | Colombia  |
| 7 de octubre de 2001    | Curitiba      | Brasil    | Bandera de Brasil    | 2:0 (0:0) | Bandera de Chile     | Chile     |
| 7 de octubre de 2001    | Asunción      | Paraguay  | Bandera de Paraguay  | 2:2 (0:0) | Bandera de Argentina | Argentina |
| 7 de noviembre de 2001  | Quito         | Ecuador   | Bandera de Ecuador   | 1:1 (0:1) | Bandera de Uruguay   | Uruguay   |
| 7 de noviembre de 2001  | Bogotá        | Colombia  | Bandera de Colombia  | 3:1 (1:1) | Bandera de Chile     | Chile     |
| 7 de noviembre de 2001  | La Paz        | Bolivia   | Bandera de Bolivia   | 3:1 (1:1) | Bandera de Brasil    | Brasil    |
| 8 de noviembre de 2001  | Buenos Aires  | Argentina | Bandera de Argentina | 2:0 (0:0) | Bandera de Perú      | Perú      |
| 8 de noviembre de 2001  | San Cristóbal | Venezuela | Bandera de Venezuela | 3:1 (3:1) | Bandera de Paraguay  | Paraguay  |
| 14 de noviembre de 2001 | Lima          | Perú      | Bandera de Perú      | 1:1 (1:0) | Bandera de Bolivia   | Bolivia   |
| 14 de noviembre de 2001 | Montevideo    | Uruguay   | Bandera de Uruguay   | 1:1 (1:1) | Bandera de Argentina | Argentina |
| 14 de noviembre de 2001 | Asunción      | Paraguay  | Bandera de Paraguay  | 0:4 (0:2) | Bandera de Colombia  | Colombia  |
| 14 de noviembre de 2001 | Santiago      | Chile     | Bandera de Chile     | 0:0       | Bandera de Ecuador   | Ecuador   |
| 14 de noviembre de 2001 | São Luís      | Brasil    | Bandera de Brasil    | 3:0 (3:0) | Bandera de Venezuela | Venezuela |

## Goleadores
| Jugador                 | Selección | Goles | Partidos |
| ----------------------- | --------- | ----- | -------- |
| Hernán Crespo           | Argentina | 9     | 12       |
| Agustín Delgado         | Ecuador   | 9     | 18       |
| Romário                 | Brasil    | 8     | 5        |
| Rivaldo                 | Brasil    | 8     | 15       |
| José Cardozo            | Paraguay  | 6     | 14       |
| Julio César Baldivieso  | Bolivia   | 6     | 10       |
| Gabriel Batistuta       | Argentina | 5     | 5        |
| Juan Sebastián Verón    | Argentina | 5     | 16       |
| Claudio López           | Argentina | 5     | 16       |
| Darío Silva             | Uruguay   | 5     | 15       |
| Carlos Humberto Paredes | Paraguay  | 5     | 16       |
| Juan Pablo Ángel        | Colombia  | 4     | 18       |
| Ruberth Morán           | Venezuela | 4     | 18       |
| Marcelo Salas           | Chile     | 4     | 9        |
| Iván Zamorano           | Chile     | 4     | 12       |
| José Luis Chilavert     | Paraguay  | 4     | 18       |

- Fuente: Goleadores en Terra.com

### Anotaciones destacadas
Listado de tripletas o hat-tricks (3), póker de goles (4) y manos (5) anotados por un jugador en un mismo encuentro.
| Fecha                   | Jugador                 | Goles                 | Local     | Resultado | Visitante | Jornada |
| ----------------------- | ----------------------- | --------------------- | --------- | --------- | --------- | ------- |
| 3 de septiembre de 2000 | Romário                 | 12' · 77' · 80'       | Brasil    | 5-0       | Bolivia   | 8       |
| 8 de octubre de 2000    | Romário                 | 31' · 36' · 38' · 63' | Venezuela | 0-6       | Brasil    | 9       |
| 14 de noviembre de 2001 | Víctor Hugo Aristizábal | 24' · 34' · 62'       | Paraguay  | 0-4       | Colombia  | 18      |

### Efectividad
| País/efectividad | Local   | Visitante | Total   |
| ---------------- | ------- | --------- | ------- |
| Argentina        | 92.59 % | 66.67 %   | 79.63 % |
| Ecuador          | 74.07 % | 40.74 %   | 57.41 % |
| Brasil           | 85.19 % | 25.93 %   | 55.56 % |
| Paraguay         | 81.48 % | 29.63 %   | 55.56 % |
| Uruguay          | 66.67 % | 33.33 %   | 50 %    |
| Colombia         | 51.85 % | 48.15 %   | 50 %    |
| Bolivia          | 59.26 % | 7.41 %    | 33.33 % |
| Perú             | 37.04 % | 22.22 %   | 29.63 % |
| Venezuela        | 48.15 % | 11.11 %   | 29.63 % |
| Chile            | 33.33 % | 11.11 %   | 22.22 % |

## Repesca Intercontinental
| 20 de noviembre de 2001, 20:15 (UTC+11), Fox Sports y Tenfield | Australia         | 1:0 (0:0) | Uruguay | Melbourne Cricket Ground, Melbourne                         |                                                             |
|                                                                | Muscat 78' (pen.) | Reporte   |         | Asistencia: 84 656 espectadores Árbitro(s): Graziano Cesari | Asistencia: 84 656 espectadores Árbitro(s): Graziano Cesari |

| 25 de noviembre de 2001, 18:10 (UTC-3), Tenfield | Uruguay                     | 3:0 (1:0) | Australia | Estadio Centenario, Montevideo                          |                                                         |
|                                                  | Silva 14' · Morales 70' 90' | Reporte   |           | Asistencia: 62 452 espectadores Árbitro(s): Ali Bujsaim | Asistencia: 62 452 espectadores Árbitro(s): Ali Bujsaim |

## Controversias
La última fecha de la eliminatoria estuvo marcada por la paridad en la tabla de posiciones entre Uruguay y Colombia, donde la Celeste no podía perder, ya que en ese caso le dejaría fuera de la repesca. Se sospechó que para asegurarse la oportunidad de regresar a un mundial, se pactó un empate con Argentina, selección que ya estaba clasificada, según afirmó el ex DT uruguayo Juan Ramón Carrasco. Este empate dejó fuera del mundial a Colombia.

## Clasificados
| Bandera de Argentina    | Bandera de Ecuador      | Bandera de Brasil       | Bandera de Paraguay     | Bandera de Uruguay                     |
| Argentina               | Ecuador                 | Brasil                  | Paraguay                | Uruguay                                |
| Primer puesto           | Segundo puesto          | Tercer puesto           | Cuarto puesto           | Ganador de la repesca intercontinental |
| Clasificado: 15/08/2001 | Clasificado: 07/11/2001 | Clasificado: 14/11/2001 | Clasificado: 08/11/2001 | Clasificado: 25/11/2001                |